# Ludwinów (gmina Borzechów)
Ludwinów – wieś w Polsce położona w województwie lubelskim, w powiecie lubelskim, w gminie Borzechów.
| SIMC    | Nazwa            | Rodzaj    |
| ------- | ---------------- | --------- |
| 0379301 | Ludwinów-Kolonia | część wsi |

W latach 1975–1998 miejscowość należała administracyjnie do województwa lubelskiego.
Wieś stanowi sołectwo gminy Borzechów. Według Narodowego Spisu Powszechnego z roku 2011 wieś liczyła 204 mieszkańców.